# Easton, Maryland
Easton är en stad i den amerikanska delstaten Maryland med en yta av 27 km² och en folkmängd, som uppgår till 15 945 invånare (2010). Easton är administrativ huvudort i Talbot County.

## Kända personer från Easton
- Harry Hughes, politiker
- John Bozman Kerr, diplomat och politiker
- Philip Francis Thomas, politiker